# Східноморський шлях
35°41′01″ пн. ш. 139°46′28″ сх. д. / 35.683611111111° пн. ш. 139.77444444444° сх. д.
Східномо́рський шля́х (яп. 東海道, とうかいどう, МФА: [toːkai̯ doː], тōкай-дō) — дорога в досучасній Японії, один з п'яти головних шляхів XVII — XIX століття.
Названий за іменем Східноморського краю. Пролягав Тихоокеанським узбережжям. Сполучав політично-адміністративний центр країни — місто Едо провінції Мусасі, майбутній Токіо, — із столицею Японії Кіото.
На шляху розташовувалося 53 містечка-станції. Вони зображені в серії картин Утаґави Хіросіґе «53 станції Східноморського шляху», що вважається шедевром японського мистецтва укійо-е.
Охоронявся двома аванпостами — в Хаконе і Араї. Земля, по яким проходив, спочатку належали імператорському двору, його родичам. Згодом контроль над ними взяли сьогуни, особливо це проявилося в період Едо. Було заборонено будувати мости на річках, що перетинали цей шлях. Для цього використовували брід або пароми. Навколо 53 станцій будували житлові квартали, торгівельні будинки, що посилювало економічну значущість Східноморського шляху.